# Frösön
Frösön ( pronúncia) é a maior ilha do Grande Lago (Storsjön), na província histórica da Jämtland.

Tem uma área de 41 km 2.

A sua maior atração turística atual é Sommarhagen - a casa do compositor sueco Wilhelm Peterson-Berger, hoje em dia um museu com uma sala de música onde são realizados anualmente consertos e outros eventos culturais.

No norte da ilha havia um jardim zoológico - Frösö zoo - com animais exóticos, como tigres, leões, girafas, zebras e camelos, que foi encerrado em 2019.

Está ligada por pontes a Östersund e Rödön, e por "feryboat" a Fillsta, na terra firme.

Dispõe do aeroporto de Åre-Östersund.

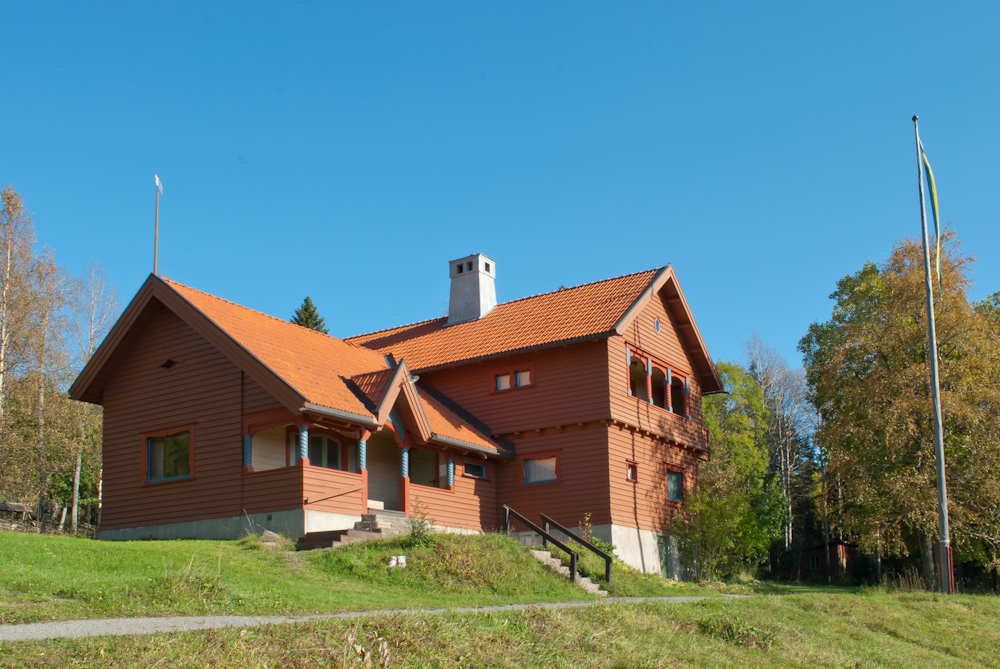
Sommarhagen
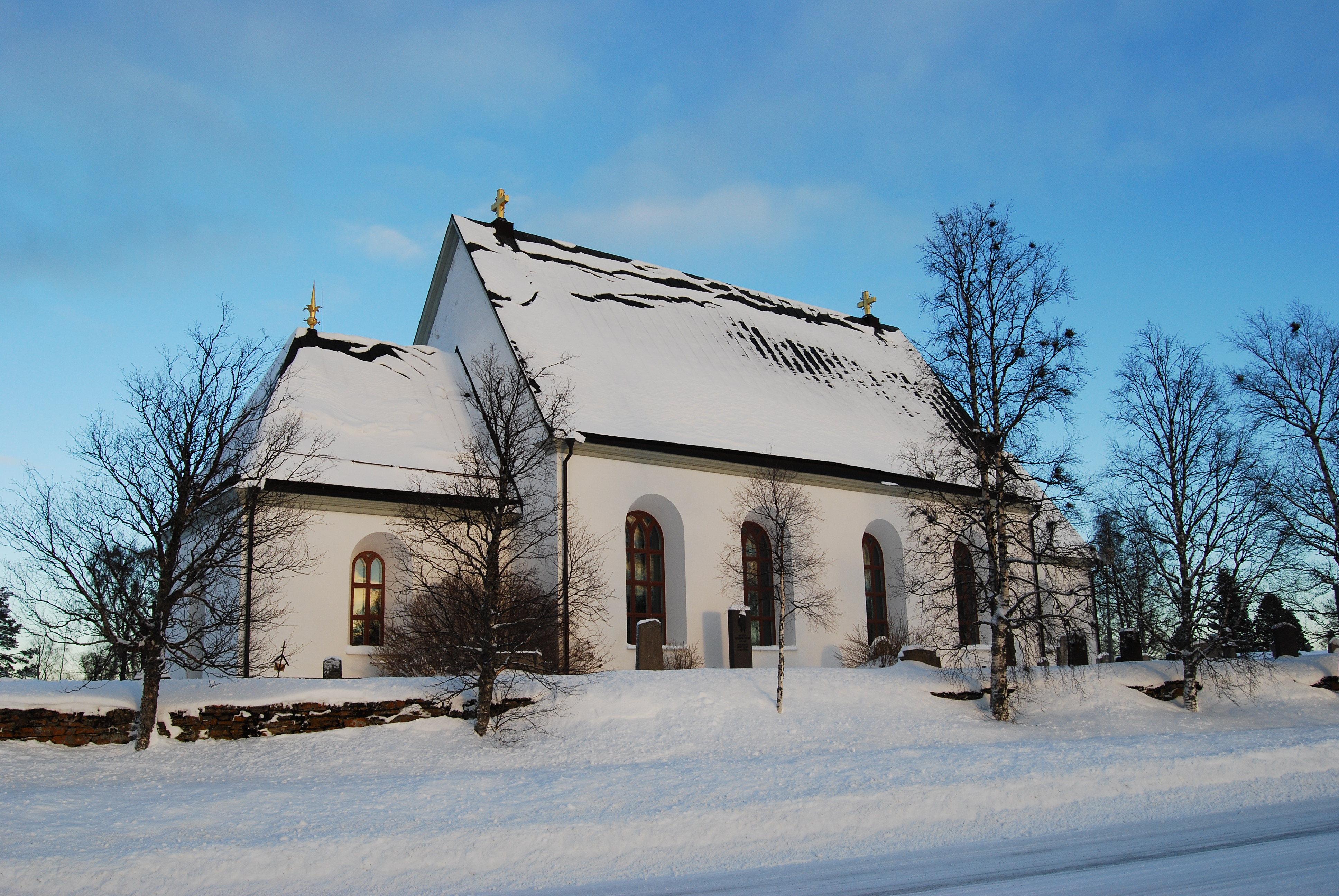
Igreja de Frösön
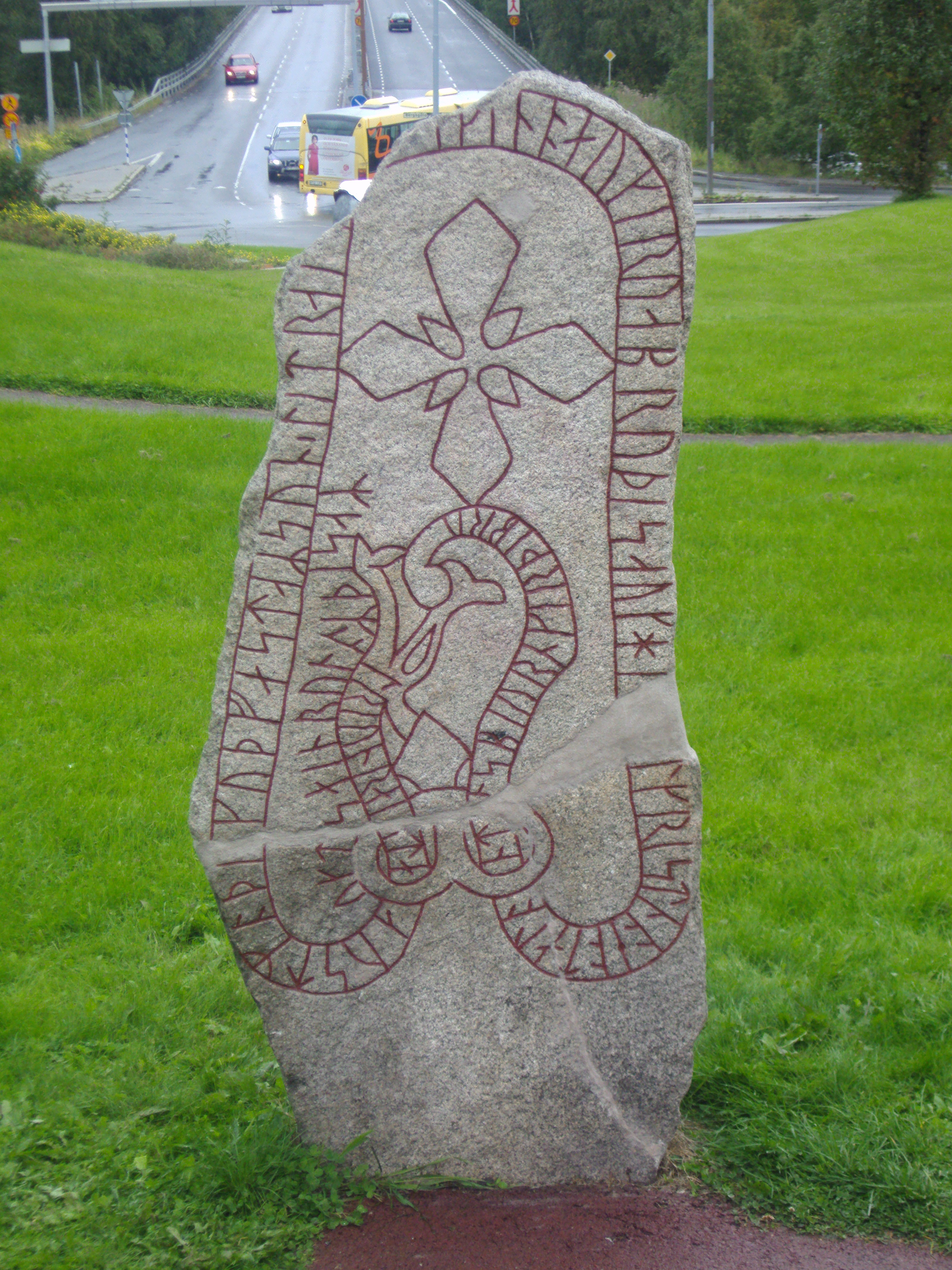
Pedra rúnica de Frösö
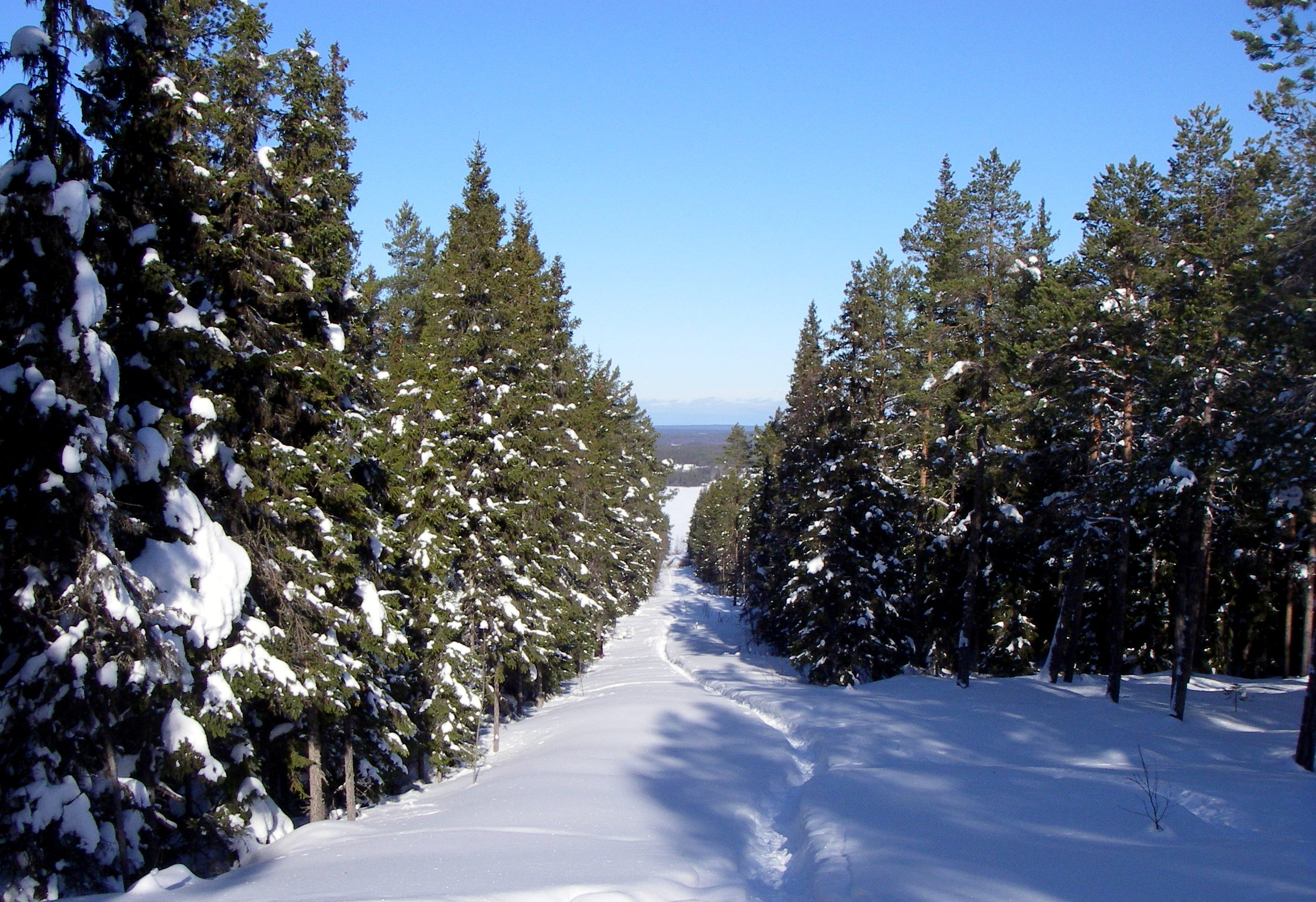
Frösön no inverno